# Stellachwand
Die Stellachwand ist ein 3060 m ü. A. hoher Berggipfel der Granatspitzgruppe in Osttirol. Der Berggipfel wurde erstmals am 14. Juli 1927 von R. Gerin und G. Hecht über die Südwestflanke bzw. den Nordgrat begangen.

## Lage
Die Stellachwand liegt im äußersten Süden der Granatspitzgruppe in der Kernzone des Nationalparks Hohe Tauern im Norden der Gemeinde Matrei in Osttirol bzw. des Bezirks Lienz. Sie befindet sich zwischen dem Stellachturm (3038 m ü. A.) im Süden und dem Gradötz (3063 m ü. A.) im Norden, wobei zwischen Stellachwand und Gradötz die Stellachscharte (2994 m ü. A.) und zwischen Stellachwand und Stellachturm die Graue Scharte (2971 m ü. A.) liegt. Im Südwesten befindet sich die Hochleitenscharte oder Karlanscharte (2678 m ü. A.), die den Übergang zum Gaminitz markiert. Beim Stellachturm handelt es sich dabei um einen Nebengipfel am Nordgrat der Hinteren Kendlspitze (3080 m ü. A.). Westlich der Stellachwand erstreckte sich früher das Stellachkees, südöstlich befindet sich das Kendlkar. Nächstgelegenes Tal ist das östlich gelegene Kalser Dorfertal, westlich liegt das Quellgebiet des Steinerbaches.

## Aufstiegsmöglichkeiten
Bei der Stellachwand handelt es sich um einen alpinistisch unbedeutenden Gipfel, der zudem nur in wenigen Kartenwerken verzeichnet ist. Der Normalweg auf die Stellachwand nimmt seinen Ausgang an der Sudetendeutschen Hütte und führt zunächst in Richtung des Dürrenfeld. Vor Erreichen der Dürrenfeldscharte zweigt der Anstieg weglos in das westseitige Kar und danach über eine steile Schutt- und Schrofenrinne in die Graue Scharte ab. Danach führt der Weg über leichte Felsstufen zum Gipfel (I). Die Erstbesteiger wählten für den Aufstieg die Nord-Süd-Überschreitung, die sie von der Stellachscharte auf den Gipfel und im Abstieg in die Graue Scharte führte (II). Ebenfalls ist ein Aufstieg aus der Hochleitenscharte  (II) möglich.